# Dominic Sherwood
Pour les articles homonymes, voir Sherwood.
Dominic Sherwood, né le 6 février 1990 à Royal Tunbridge Wells dans le Kent, est un acteur et mannequin britannique.
Il est surtout connu pour le rôle de Christian Ozéra dans le film Vampire Academy et depuis 2016 pour le rôle de Jace Herondale dans la série Shadowhunters, ainsi que son rôle dans Plan de carrière.

## Biographie
Il naît à Royal Tunbridge Wells dans le Kent.
Il a fréquenté la Oakwood Park Grammar School (en) à Maidstone. Après avoir étudié l'art dramatique, il part travailler au Kenya pendant six mois. Il déménage par la suite à Londres.

## Carrière
En 2014, il joue dans le film fantastique américano-britannico-roumain Vampire Academy. Il y interprète le rôle de Christian Ozéra
En février 2015, il apparaît dans un clip de Taylor Swift, pour la chanson Style.
De 2016 à 2019, il interprète le rôle de Jace Herondale dans la série Shadowhunters diffusée sur Freeform et Netflix en France.

## Vie privée
Il est atteint d'hétérochromie ; l'un de ses yeux est bleu, tandis que l'autre est à moitié bleu, à moitié brun.
Du 14 octobre 2014 au 18 août 2017, il était en couple avec l'actrice Sarah Hyland, rencontrée sur le tournage de Vampire Academy.

## Filmographie

### Cinéma
- 2012 : Not Fade Away (film) de David Chase : Mick Jagger jeune
- 2014 : Vampire Academy de Mark Waters : Christian Ozéra
- 2016 : Ransom Games de Jim Gillespie : James Herrick
- 2017 : Don't Sleep de Rick Bieber : Zach Bradford
- 2022 : Eraser: Reborn de John Pogue : l'US Marshal Mason Pollard

### Télévision

#### Séries télévisées
- 2010 : The Cut (en) : Jack Simmons
- 2011 : Sadie J (en) : Tom
- 2013 : Mayday (en) : Louis
- 2016 : Modern Family : James
- 2016-2019 : Shadowhunters : Jace Wayland / Herondale
- 2019 : Penny Dreadful - City of Angels : Kurt
- 2022 : Plan de carrière : Jeff Murphy

### Clips vidéos
- 2013 : Tchengiz : I Want You to Know
- 2015 : Taylor Swift : Style
- 2017 : Katie Welch : Au Revoir

## Distinctions
Sauf indication contraire, les informations mentionnées dans cette section peuvent être confirmées par la base de données cinématographiques IMDb,  présente dans la section « Liens externes ».
| Année | Prix                                 | Catégorie                                                        | Travail Récompensé | Résultat   |
| ----- | ------------------------------------ | ---------------------------------------------------------------- | ------------------ | ---------- |
| 2018  | 20e cérémonie des Teen Choice Awards | Meilleur acteur dans une série de Science-fiction ou Fantastique | Shadowhunters      | Nomination |